# No me preguntes más
«No Me Preguntes Más» es el cuarto y último sencillo de la cantante mexicana Yuridia; para continuar con la promoción de su cuarto material discográfico Nada es color de rosa, lanzado en el día lunes 18 de octubre de 2010.

## Información
Es una canción escrita por Ettore Grenci, Francesco Chiari y Mónica Vélez, para la cantante mexicana Yuridia. Es el último sencillo del disco Nada es color de rosa, que salió a rotación el 19 de octubre. La canción relata una historia de desamor e infidelidad.[cita requerida]
Hizo su debut en las listas de Monitor Latino del Top 20 Pop General México, en el número 19 en la semana del 29 de noviembre al 5 de diciembre.

## Presentación en vivo
La interpretó por primera vez en vivo en el palenque de la Feria Xmatkuil, en Mérida Yucatán.

## Posiciones en las listas
| Posición | 20 | 15 | 13 | 9 | 6 | 2 | 4 | 8 | 12 | 20 |

| Posición | 19 | 14 | 12 | 10 | 7 | 5 | 4 | 2 | 3 | 6 | 8 | 15 | 16 | 18 |

| Posición | 17 | 13 | 11 | 9 | 7 | 5 | 4 | 2 | 3 | 5 | 7 | 14 | 15 | 17 |